# Фрінс
Фрінс (нід. Friens) — село в нідерландській провінції Фрисландія. Входить до муніципалітету Леуварден.
Його площа становить 3,17 км², а населення станом на 2021 рік складало 90 осіб.
Перша згадка про населений пункт датується 13-им сторіччям.